# ウシミツリクエストABC
ウシミツリクエストABCとは、1993年1月～1999年10月にかけて、朝日放送ラジオ（ABCラジオ）で月曜～木曜深夜25時～27時（金曜日は1994年から放送開始、後に25:10～になり、後期は25:40～のスタートとなった）に放送されていた音楽リクエスト番組である。
内容は、リクエストハガキを紹介して曲をかけるというオーソドックスなものだが、曲をかける前と後に必ず歌手名と曲名をアナウンスし、ナレーションは決して曲にはかぶせず、曲は前奏から後奏まで完全に流すというスタイル（FM局とほぼ同じスタイル）であったことが番組最大の特徴だった。
テーマ曲は国境の南（演奏は、ユーゴー・ウィンターハルター楽団）。

## スタジオアテンダント
- 白波瀬勲（しらはせ いさお、フリーアナウンサー）（月曜～木曜）
  - 曲の合間になんの前ぶれもなく民謡を唸るというお茶目な一面がある。
  - 山陽電鉄の接近・発車アナウンスの音声はこの人である。
- 太田元治（おおた もとはる、出演当時朝日放送アナウンサー）（金曜）
  - 東京出身であることから「てやんでいべらぼうめ太田元治」と呼ばれる。
  - 女性新人アナウンサー（当時）の中浜葉月が「かっぱのサララ」という番組で、共演者の国木田かっぱに言わされていた台詞を真似て、「ボッヨヨ～ん太田元治で～す」と番組内で言ったことがある。ちなみに当時の体型は推して知るべし。
- 長嶋賢一朗（ながしま けんいちろう、出演当時朝日放送アナウンサー）（金曜2代目）

## 番組内のコーナー
- ウシミツほろほろコーナー
  - 香月星苑監修 ホロスコープ（星占い）のコーナー。午前2時前。
  - 前フリは「信じる信じないはあなたのご自由です」
  - ナレーション担当、ほりえかおり
- 命を懸けてる60秒
  - レコード会社のプロモーターがイチオシの曲を1分でアツく紹介する。
  - 前フリは「レコード会社の宣伝マン登場」
  - 60秒以内に収まらなかった場合でも強制フェードアウトされ、最後に牛の鳴き声である「モーッ」というSEが鳴った後、曲が始まる
- 朗読コーナー
  - ABCのアナウンサーが本を朗読する。
- ウシミツミッドナイト寄席
  - ABCにおいてある過去の音源から漫才、落語などを放送。『ヤングリクエスト』の名物コーナーの復活版で、後継番組の『ABC発午前1時』でも行われた後、現在は独立番組『日曜落語 〜なみはや亭〜』となっている。